# Boží květ
Boží květ (Dodecatheon) či božskokvět je rod rostlin z čeledi prvosenkovité. V současné taxonomii byly všechny druhy tohoto rodu vřazeny do rodu Primula. Boží květy jsou vytrvalé byliny s přízemní růžicí listů a květy v okolíkovitém květenství. Korunní lístky jsou silně nazpět ohnuté podobně jako u bramboříku a květy jsou přizpůsobené specializovanému způsobu opylování včelami. Do rodu bylo řazeno 17 druhů rozšířených téměř výhradně v Severní Americe.
Boží květy se pěstují jako skalničky a zahradní trvalky.

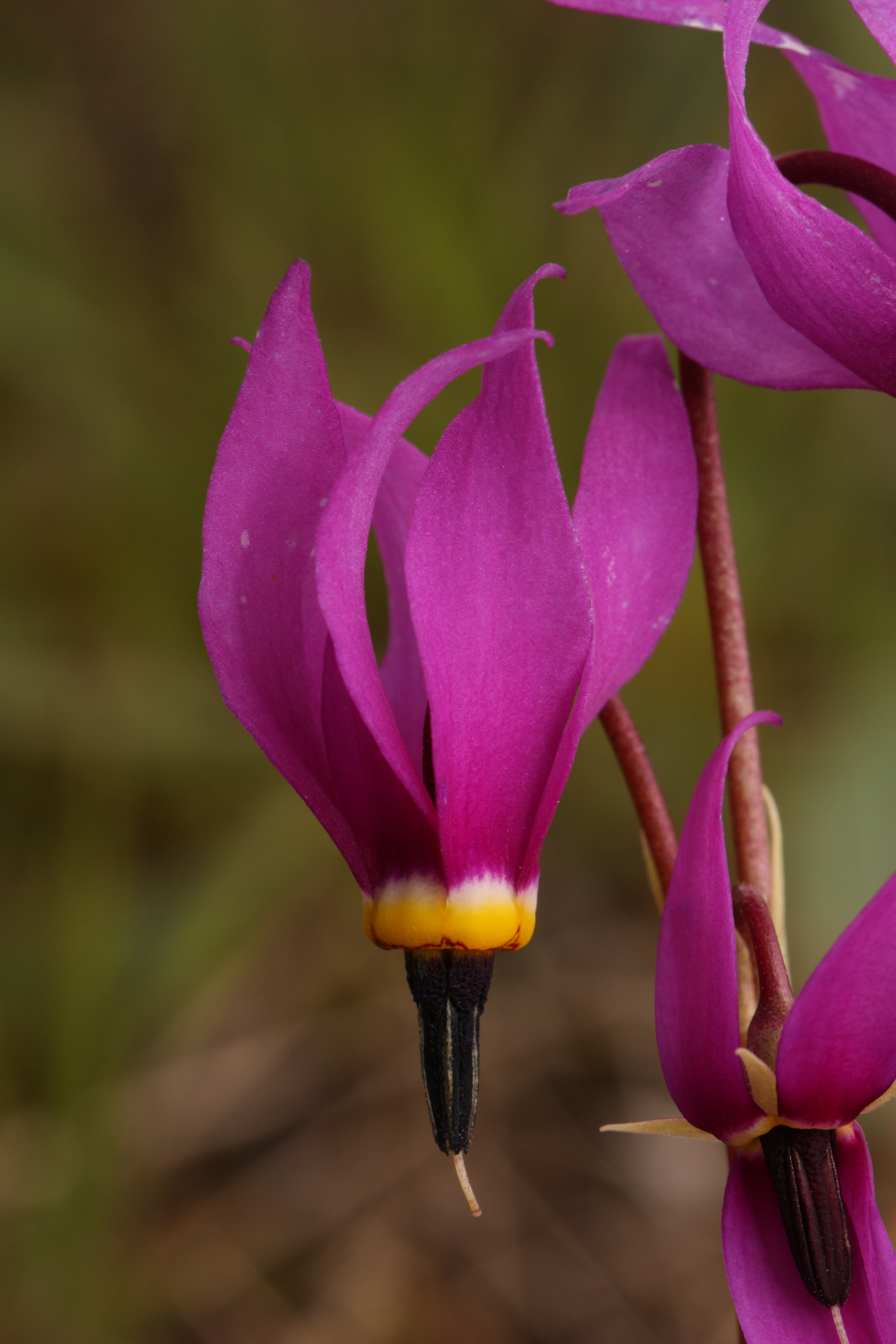
Květ D. conjugens

## Popis
Boží květy jsou vytrvalé byliny se vzpřímeným jednoduchým stvolem. Listy jsou celokrajné, zubaté nebo vroubkované, uspořádané v přízemní růžici. Řapík bývá křídlatý. Květy jsou uspořádané v chudých až mnohokvětých okolících, někdy pouze jednotlivé. Kalich je trubkovitý, obvykle zelený, zakončený 4 nebo 5 laloky většinou delšími než trubka. Koruna je bílá, růžová, fialová nebo purpurová se žlutavou nebo bělavou bází a často s purpurovým nebo červeným kroužkem. Na bázi koruny je vyvinuta krátká korunní trubka. Korunní lístky jsou silně nazpět ohnuté, na vrcholu většinou špičaté. Tyčinky jsou volné nebo srostlé v trubičku. Plodem je tobolka pukající chlopněmi nebo víčkem. Semena jsou tmavě hnědá až černá.

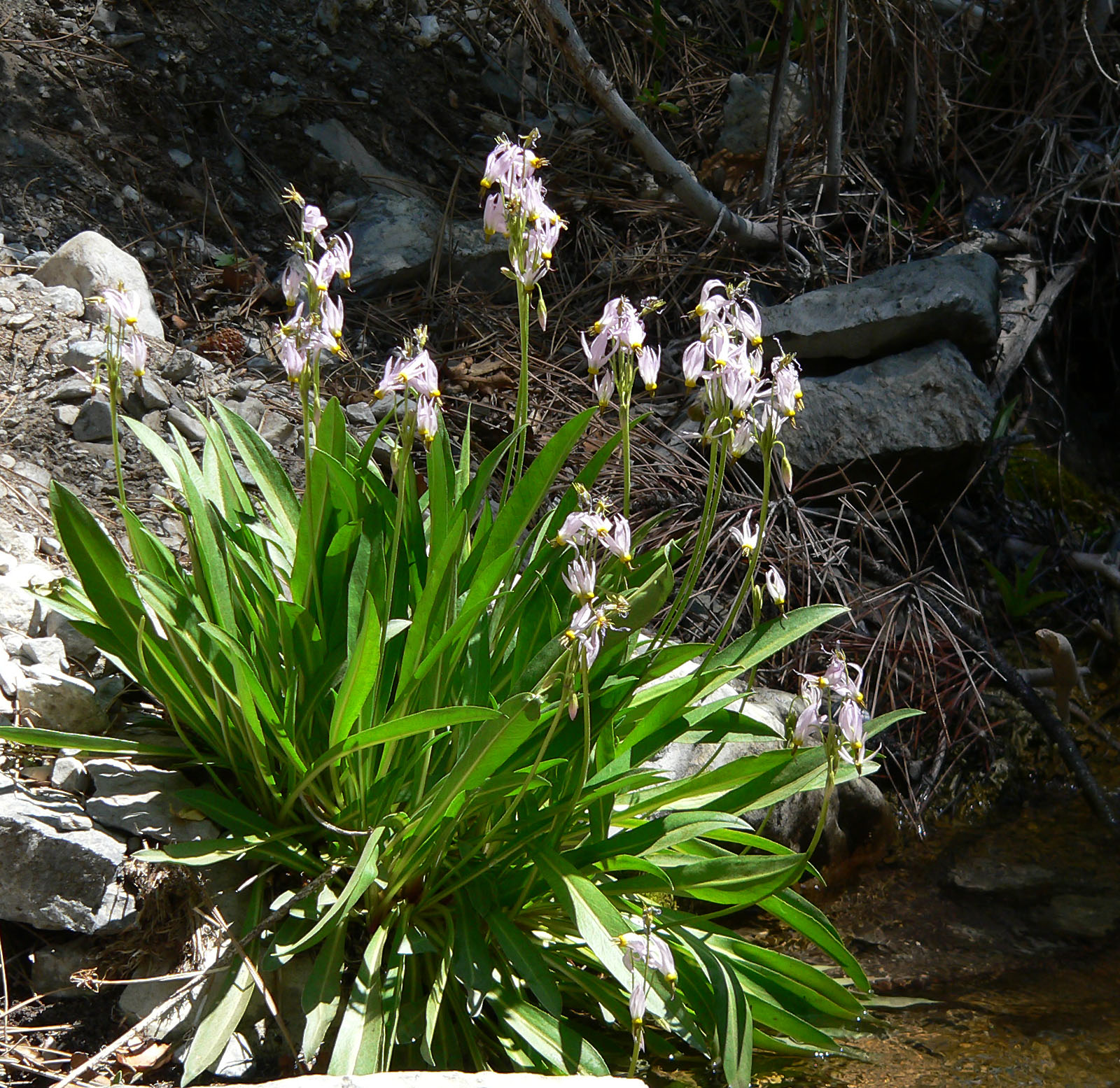
Kvetoucí D. redolens
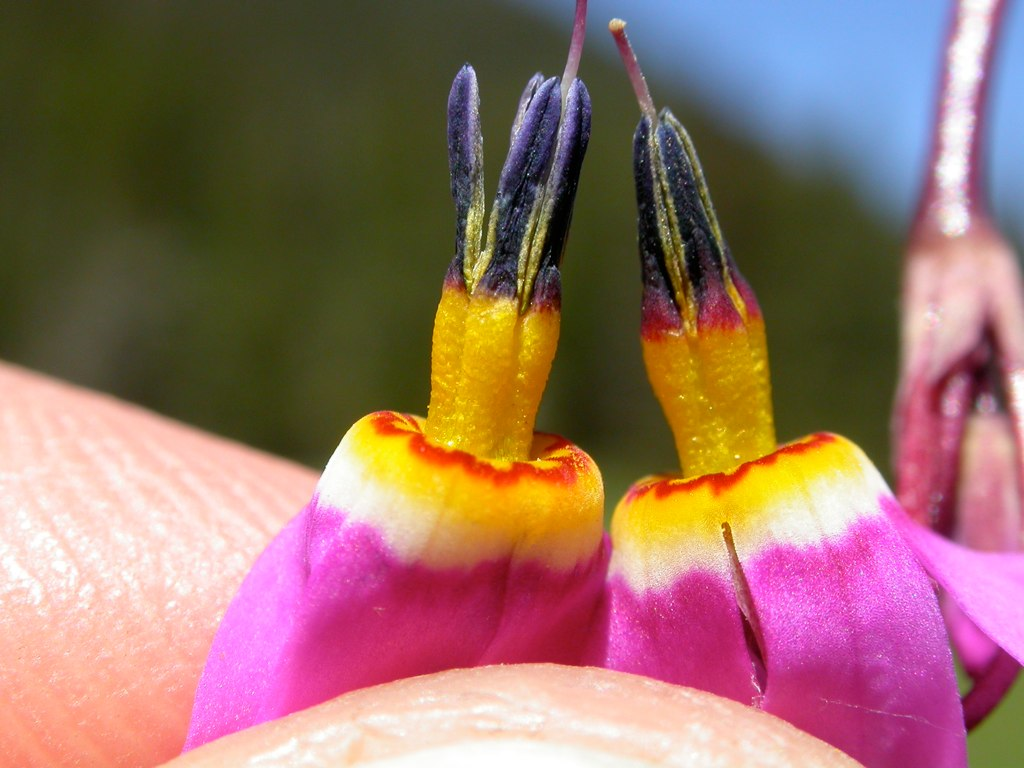
Detail květů D. conjugens
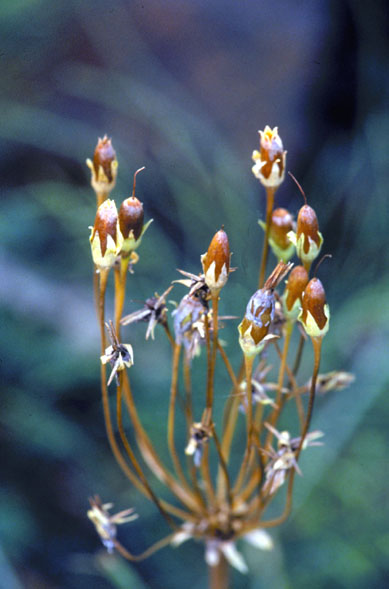
Tobolky D. meadia

## Rozšíření
Rod Dodecatheon zahrnuje 17 druhů. Je rozšířen v Severní Americe od arktických oblastí Kanady a Aljašky po severozápadní Mexiko. Arktický druh D. frigidum zasahuje i na ruský Dálný východ. Převážná většina druhů roste v západní polovině Severní Ameriky s výjimkou D. meadia, který má rozsáhlý areál ve východních oblastech. Do arktických oblastí zasahují druhy D. frigidum a D. jeffreyi.

## Ekologické interakce
Květy jsou přizpůsobeny specializovanému způsobu opylování včelami, známému jako buzz-pollination. Včela při něm velmi rychlými vibracemi vytřásá pyl z prašníků. Podobný způsob opylování mají i některé jiné rostliny, např. lilky, klikva či některé melastomovité.
Na listech božího květu zahradního se živí housenky severoamerických modrásků Agriades glandon a A. cassiope.

## Taxonomie
Rod Dodecatheon není v současné taxonomii uznáván a byl vřazen do rodu Primula. Výsledky molekulárních studií ukázaly, že je blízce příbuzný s prvosenkami z podrodu Auriculastrum, jako je P. palinuri, P. cusickiana nebo P. cuneifolia. Osobitý tvar květů u rodu Dodecatheon souvisí se specializovaným způsobem opylování.

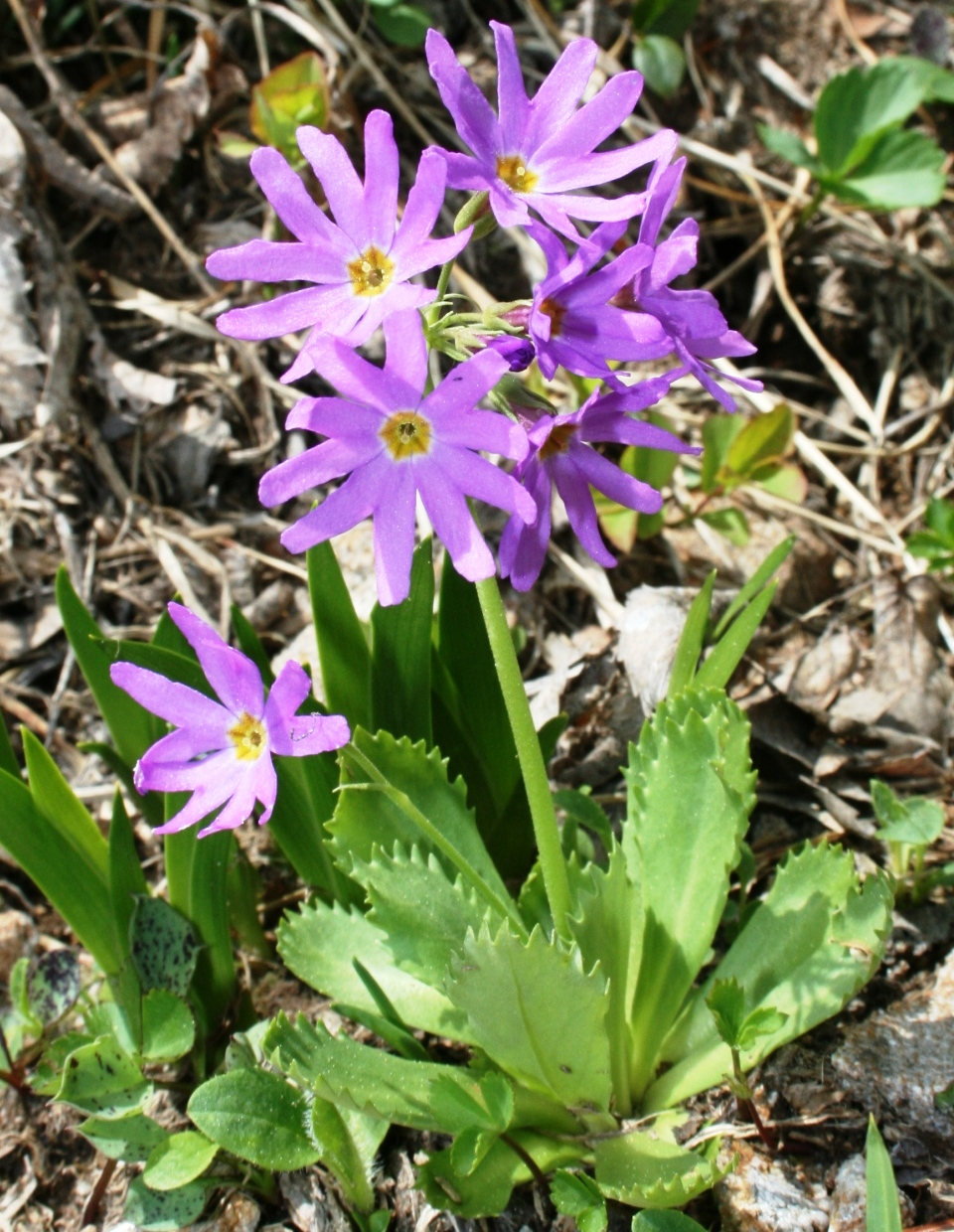
Prvosenka Primula cuneifolia, jeden z druhů blízce příbuzných s božím květem

## Zástupci
- boží květ zahradní (Dodecatheon meadia, syn. Primula meadia)

## Význam a pěstování
Boží květy se pěstují jako zahradní trvalky a skalničky. Jedním z nejokrasnějších a nejčastěji pěstovaných druhů je boží květ zahradní (Dodecatheon meadia), vyznačující se vysokými květenstvími a nápadnými květy. Byly vyšlechtěny i bělokvěté kultivary. Dodecatheon hendersonii 'Sooke' je trpasličí kultivar. Rostliny vyžadují dobře propustnou, humózní půdu. Na jaře potřebují zálivku, po zbytek roku sušší podmínky. Zatahují v půli léta.